# Patty och Selma Bouvier
Patricia "Patty" Bouvier och Selma Bouvier Terwilliger Hutz McClure Stu Simpson (båda spelade av Julie Kavner) är rollfigurer i den animerade TV-serien Simpsons.

## Biografi
Patty och Selma är tvillingar (Patty föddes två minuter före Selma) och Marge Simpsons äldre systrar. De bor tillsammans på 1599 Spinster City. De tycker inte om Marges man Homer, något som är ömsesidigt. Selma har en tam ödla, Jub-Jub, som husdjur; ett arv efter hennes moster Gladys. Såväl Patty som Selma jobbar på vägverket. Deras största idol är MacGyver. De röker ständigt, och började röka då deras mor väntade Marge. Selma är adoptivmoder till Ling Bouvier. Patty är medlem i Demokratiska partiet. Selma tappade känseln och lukten då hon fick en flaskraket upp i näsan som liten. I  The Blue and the Gray kommer det fram att Selma egentligen är rödhårig och Patty blond och att rökningen är orsaken till att de fått det blågråa håret. Vilket inte stämmer med tillbakablickarna i serien.
I There's Something About Marrying kom Patty ut som homosexuell, vilket ingen utom Marge förvånades över. Innan hon kom ut hade Patty medverkat i prideparaden, där hon satt tillsammans med Waylon i ett utedass där de båda erkände att de var homosexuella. I kanonavsnittet såg hon Homer naken och vid det tillfället sade hon att hon inte längre är heterosexuell. Hon har även besökt glädjehuset Maison Derrière. Patty har även dejtat rektor Skinner, men lämnade honom då han friade, för hon ville hellre umgås med sin syster. Då Patty kom ut som homosexuell hade hon förlovat sig med golfaren Veronica, men bröt förlovningen då det visade sig att hon var en man.
Selma har gift sig fem gånger och heter Selma Bouvier Terwilliger Hutz McClure Stu Simpson, då hon har gift sig med Robert Terwilliger, Lionel Hutz, Troy McClure, Disco Stu, och Abraham Simpson. När hon gifte sig med Abraham Simpson blev hon också befordrad men återfick sin gamla anställning sedan. Selma har gift sig två gånger med Robert Terwilliger Homer har föreslagit att hon skulle ingå ett skenäkentenskap med Apu Nahasapeemapetilon, men hon tackade nej då hans efternamn var för långt., hon har däremot sovit en gång tillsammans med honom.
Selma har två gånger dejtat Hans Moleman, Moe Szyslak, men även Barney Gumble (som hon sprutade tårgas på).. Hennes senaste dejt var med Thor Bjorn. Hon har också blivit ratad av vaktmästare Willie. Hon har även anlitat en spermadonator, då hon fick starkt behov av att ha en avkomma. Efter att hon tagit hand om Bart och Lisa för en dag tog hon hand om Jub-Jub som Jacqueline hade ärvt från Gladys. När Selma kom in i klimakteriet adopterade hon först en av barnen Spuckler men fick lämna tillbaka barnet då Cletus missförstått Brandine. Tillsammans med Homer som adoptivfader adopterade hon Ling Bouvier från Kina istället. Hon har också varit älskarinna till Fat Tony men trodde hela tiden att hon var hans fru. Då hon fick reda på sanningen avbröt hon förhållandet.